# Dr. Creator - Specialista in miracoli
Dr. Creator - Specialista in miracoli (Creator) è un film di Ivan Passer del 1985 diretto da Ivan Passer e interpretato da Peter O'Toole, Vincent Spano e Virginia Madsen.

## Trama
(Dr.Harry Wolper a Boris)
Harry Wolper è uno scienziato Premio Nobel per la medicina, che insegna all'università Biologia, e vorrebbe far rivivere la moglie scomparsa trenta anni prima, Lucy, clonandone alcune sue cellule conservate appositamente in speciali contenitori refrigeranti. Nel suo laboratorio inizia a lavorare Boris, un giovane che nello stesso periodo si innamora perdutamente di Barbara, una studentessa con la quale va ben presto a convivere.
Wolper è inviso ad alcuni colleghi, in particolare al dottor Kullenbeck, che vorrebbe vederlo pensionato al più presto, mal sopportando le sue strambe teorie.

## Riprese
Le scene del film sono state girate in location come Crystal Cove, Irvine, San Jose e Santa Cruz, oltre all'Università della California sede di Irvine.

## Distribuzione
La pellicola è stata distribuita nelle sale cinematografiche italiane tra novembre e dicembre 1985.

## Accoglienza

### Incassi
Si è classificato al 92º posto tra i primi 100 film di maggior incasso della stagione cinematografica italiana 1985-1986
mentre negli Stati Uniti non si è classificato tra i primi 100 piazzandosi, a fine stagione, solamente al 113º posto con un incasso al botteghino di $5,349,607.